# Ватиньи
Ватиньи́ (фр. Watigny) — коммуна во Франции, находится в регионе Пикардия. Департамент коммуны — Эна. Входит в состав кантона Ирсон. Округ коммуны — Вервен.
Код INSEE коммуны — 02831.

## Население
Население коммуны на 2010 год составляло 369 человек.
| 1962 | 1968 | 1975 | 1982 | 1990 | 1999 | 2010 |
| ---- | ---- | ---- | ---- | ---- | ---- | ---- |
| 427  | 449  | 361  | 403  | 418  | 369  | 369  |

## Экономика
В 2010 году среди 241 человека трудоспособного возраста (15—64 лет) 163 были экономически активными, 78 — неактивными (показатель активности — 67,6 %, в 1999 году было 66,5 %). Из 163 активных жителей работали 148 человек (88 мужчин и 60 женщин), безработных было 15 (8 мужчин и 7 женщин). Среди 78 неактивных 20 человек были учениками или студентами, 31 — пенсионерами, 27 были неактивными по другим причинам.